# اضطرابات 2014 الموالية لروسيا في أوكرانيا
منذ نهاية فبراير عام 2014، اندلعت مظاهرات للجماعات الموالية لروسيا والمناهضة للحكومة في المدن الكبرى في المناطق الشرقية والجنوبية من أوكرانيا، وذلك بعد حركة الميدان الأوروبي والثورة الأوكرانية لعام 2014. خلال المرحلة الأولى من الاضطرابات، المعروفة باسم «الربيع الروسي» (بالروسية: Русская весна، بالحروف اللاتينية: Russkaya Vesna) ضم الاتحاد الروسي أراضي القرم الأوكرانية بعد تدخل عسكري روسي، وانتقادات دولية (بناء على قرار الأمم المتحدة 68/262) استفتاء القرم. تصاعدت الاحتجاجات في منطقتي دونيتسك ولوهانسك (الأوبلاستات) لتتحول إلى تمرد انفصالي مسلح موالٍ لروسيا، بما في ذلك حملة سياسية وعسكرية منسقة ضد أوكرانيا من قبل الاتحاد الروسي.
منذ أواخر عام 2014، تعرضت مدن خارج منطقة القتال في دونباس، مثل خاركيف وأوديسا وكييف وماريوبول، للقصف الذي استهدف منظمات الوحدة الموالية لأوكرانيا. للحفاظ على سيطرتها على جنوب وشرق أوكرانيا، شنت الحكومة «عملية مكافحة الإرهاب» (إيه تي أو)، حيث أرسلت القوات المسلحة لقمع الاضطرابات.

## خلفية
تطورت في أوكرانيا اضطرابات منذ رفض الرئيس فيكتور يانوكوفيتش توقيع اتفاق للشراكة مع الاتحاد الأوروبي في 21 نوفمبر 2013. طالبت حركة واسعة عرفت باسم الميدان الأوروبي بعلاقات واسعة مع الاتحاد الأوروبي، وخلع يانوكوفيتش. حققت هذه الحركة مطالبها في الثورة الأوكرانية 2014، التي أزاحت يانوكوفيتش وحكومته. مع ذلك، وفي المناطق الشرقية والجنوبية من أوكرانيا، وهي مناطق يكثر فيها الناطقون بالروسية، تعد قواعد الدعم التقليدية ليانوكوفيتش وحزبه حزب الأقاليم، رفضت جماعات من المواطنين الثورة، وبدأت في الاحتجاج طلبًا لعلاقات أوثق مع روسيا. تعددت المظاهرات في القرم من أجل فك الانضواء ضمن أوكرانيا والالتحاق بالاتحاد الروسي، ونشأت أزمة القرم 2014 تبعًا لذلك.
في 1 مارس، احتل ناشطون موالون لروسيا مباني إدارة الولايات الإقليمية في عدد من أوبلاستات أوكرانيا. بحلول 11 مارس، انتهت كل أعمال احتلال المباني، بعد أن استعادتها وحدات من الشرطة المحلية وخدمات الأمن الأوكرانية. في دونيتسك، تطورت الاحتجاجات إلى أعمال عنف في عدد من المناسبات، في دونيتسك، 13 مارس طُعن متظاهر مؤيد لأوكرانيا حتى الموت. وفي خاركيف، قتل أعضاء منظمة وطنيي أوكرانيا متظاهر معارض لحركة الميدان الأوروبي كما قتلوا أيضًا عابر طريق في ليلة 15 مارس حينما هاجم محتجون معارضون للميدان مقرات القطاع الأيمن.
كان المواطنون الروس من الأشخاص الذين ذهبوا إلى المظاهرات، قاطعين الحدود بين البلدين لدعم مساعي الناشطين الأوكرانيين الموالين لروسيا. قال حاكم أوبلاست دونيتسك سيرغي تاروتا أن المظاهرات احتوت مجرمين أُدينوا سابقًا، وآخرين جاؤوا من القرم. منعت الشرطة الأوكرانية وحرس الحدود عبور أكثر من 8200 روسيّ إلى أوكرانيا بين 4 و25 مارس. في 27 مارس، تحدّث أندري باروبي، أمين مجلس الدفاع والأمن الوطني، عن منع دخول نحو 500 إلى 700 روسي يوميًا.
في 17 أبريل، إبان الحلقة الـ12 من برنامج الخط المباشر مع فلاديمير بوتين التلفزيوني، اعترف الرئيس الروسي باستخدام القوات المسلحة الروسية في القرم، بالإضافة إلى قوات الدفاع الذاتي، لكن الرئيس أنكر ادعاءات الحكومة الأوكرانية والاتحاد الأوروبي والولايات المتحدة، والقائلة أن القوات الخاصة الروسية تثير الاضطرابات في شرق أوكرانيا.

### الرأي العام في أوكرانيا
أجرى معهد كييف الدولي للعلوم الاجتماعية استفتاءً بين 8 و18 فبراير عام 2014 لتقدير مدى الدعم الذي تتلقاه فكرة الاتحاد مع روسيا. وجد المعهد أن 12% من المستجيبين إجمالًا أيدوا الاتحاد مع روسيا. أكد 68% من المستجيبين في 4 أقاليم جرى استطلاع آراء الناس فيها على ضرورة بقاء أوكرانيا مستقلة، مع حفاظها على علاقات طيبة مع روسيا.
وُجد أنّ فكرة الاتحاد مع روسيا لاقت دعمًا أكبر في المناطق التالية من أوكرانيا:
- 41% في القرم
- 33.2% في أوبلاست دونيتسك
- 24.1% في أوبلاست لوغانسك
- 24% في أوبلاست أوديسا
- 16.7% في أوبلاست زابوريجيا
- 15.1% في أوبلاست خاركيف
- 13.8% في أوبلاست دنيبروبتروفسك

أجرى معهد كييف الدولي للعلوم الاجتماعية استبيانًا آخرًا في شهر أبريل من عام 2014، شمل كافة أوبلاستات أوكرانيا الشرقية والغربية باستثناء القرم (كانت القرم حينها مُلحقة بروسيا)، ووجد الاستبيان أغلبية معارضة للانفصال عن أوكرانيا والإلحاق بروسيا في كافة تلك الأوبلاستات -بالرغم من معارضة الأغلبية لذلك في أوبلاستي لوغانسك ودونيتسك في حوض دونباس.
برزت هذه النسب المئوية في مختلف أوبلاستات أوكرانيا الجنوبية والشرقية، وهي نسب معارضة الانفصال عن أوكرانيا والإلحاق بروسيا (تمثّل النسب المئوية الأشخاصَ الذين أجابوا بـ«أفضل عدم الانفصال» و«بالطبع لا»:
- 51.9% في أوبلاست لوغانسك
- 52.2% في أوبلاست دونيتسك
- 65.6% في أوبلاست خاركيف
- 78.8% في أوبلاست أوديسا
- 81.5% في أوبلاست زابوريجيا
- 84.1% في أوبلاست دنيبروبتروفسك
- 84.6% في أوبلاست خيرسون
- 85.4% في أوبلاست ميكولاييف

أجرى المعهد الجمهوري الدولي استطلاعًا للآراء بين 14 و26 مارس، ووُجد أن 26% إلى 27% من المستجيبين في المناطق الشرقية والجنوبية من أوكرانيا يعدّون مظاهرات الميدان الأوروبي بمثابة انقلاب. شعر 5% فقط من المستجيبين في أوكرانيا الشرقية أن الناطقين بالروسية يتعرضون «حتمًا» إلى الضغوط أو التهديدات. دعم 43% من الروس الأصليين (عبر الإجابة بـ«بالطبع» أو «أفضل») قرار الاتحاد الروسي المتمثل بإرسال الجيش لحماية المواطنين الأوكرانيين الناطقين بالروسية.
في الاستفتاء ذاته، دعم 22% من المستجيبين في أوكرانيا الجنوبية، و26% منهم في أوكرانيا الشرقية، فكرة فدرلة البلاد. دعم نحو 69% من الجنوبيين و53% من الشرقيين بقاء أوكرانيا دولة موّحدة، في حين أيّد 2% فقط من الجنوبيين و4% فقط من الشرقيين فكرة الانفصال. أبدى 59% من المستجيبين في أوكرانيا الشرقية رغبتهم بالانضمام إلى الاتحاد الجمركي الأوراسي الذي تقوده روسيا، في حين فضّل 22% فقط الانضمام إلى الاتحاد الأوروبي. فضّل 37% من الجنوبيين الانضمام إلى الاتحاد الجمركي، في حين فضّل 29% منهم الالتحاق بالاتحاد الأوروبي. في المقابل، رغب 90% من المستجيبين في أوكرانيا الغربية الدخول في شراكة مع الاتحاد الأوروبي، في حين فضّل 4% الانضمام إلى الاتحاد الجمركي الذي تقوده روسيا. من كافة الأوكرانيين الذين جرى استطلاع آرائهم، فضّل 34% الانضمام إلى حلف شمال الأطلسي، في حين أبدى 44% معارضتهم. في شرق وجنوب أوكرانيا، أبدى 14% و11% فقط رغبتهم بالانضمام إلى حلف شمال الأطلسي -على الترتيب- في حين عارض 67% من أوكرانيا الشرقية و52% من أوكرانيا الجنوبية الانضمام إلى حلف شمال الأطلسي. اعتقد 72% من المستجيبين في أوكرانيا الشرقية أن البلاد تسير في الاتجاه الخاطئ، في حين أبدى هذا الرأي 36% من سكان أوكرانيا الغربية.
أجرى معهد الأبحاث الاجتماعية وتحليل السياسات، حلّل فيه هويات سكان دونيتسك. كان دعم الانفصال ضعيفًا في دونيتسك، ومع ذلك، لم يعرّف سوى ثلث المستجيبين من دونيتسك عن أنفسهم بأنهم «سكان أوكرانيا» أو «سكان دونباس». وجد الاستبيان أن 66% من سكان دونيتسك المستجيبين يدعمون البقاء في أوكرانيا موحدة، في حين دعم 18.2% الانضمام إلى روسيا، وأيّد 4.7% الاستقلال. أُجري استبيان آخر بين 26 و29 مارس، وأظهر هذا الاستبيان أن 77% من المستجيبين استنكروا احتلال المباني الإدارية، في حين أيد 16% تلك الأفعال. فوق ذلك، أيّد 40.8% من سكّان دونيتسك المظاهرات الداعمة لوحدة أوكرانيا، في حين أيّد 26.5% المظاهرات المؤيدة لروسيا. في استفتاء بحثي آخر أجراه معهد كييف الدولي للعلوم الاجتماعية بين 8 و16 أبريل، أبدت أغلبية ساحقة من المستجيبين عدم موافقتها على احتلال المتظاهرين للمباني الإدارية. ادعى ما يزيد عن 50% من المستجيبين في أوكرانيا الجنوبية والشرقية أن الرئيس الحالي ألكسندر تورتشينوف غير شرعي. اعتقد معظم المستجيبين في أوكرانيا الجنوبية والشرقية أن تسريح الجماعات المتطرفة غير الشرعية وتجريدها من السلاح ضروري للحفاظ على الوحدة الوطنية. قال 19.1% من المستجيبين في أوكرانيا الجنوبية والشرقية أن أوكرانيا يجب أن تحافظ على استقلالها، في حين أيّد 45.2% استقلال الدولة مع إضفاء الطابع اللامركزي على السلطة في الأقاليم، لكن معظمهم أيد الحفاظ على الحدود المفتوحة بين روسيا وأوكرانيا من دون قيود على تأشيرات الدخول. في المقابل، أيّد 8.4% اتحاد أوكرانيا وروسيا في دولة واحدة. قال 15.4% أنهم يفضلون انفصال منطقتهم والانضمام إلى الاتحاد الروسي، في حين أيّد 24.8% تحوّل أوكرانيا إلى كيانٍ فدرالي. قال معظم المستجيبين أنهم لا يجدون أي مغريات في الانضمام إلى روسيا، أما الذين أيدوا الانفصال، فعزوا ذلك إلى أسباب اقتصادية لا ثقافية. انقسم المستجيبون في أوكرانيا الجنوبية والشرقية عمومًا حول شرعية الحكومة والبرلمان الحاليين، لكن الأغلبية في كافة المناطق اتفقت على أن الرئيس المخلوع فيكتور يانوكوفيتش لم يكن رئيسًا شرعيًا للبلاد. هيمن الأوليغارشي بيترو بوروشينكو، المناصر لمظاهرات الميدان الأوروبي، على نتائج انتخابات التمهيدية في كافة المناطق باستثناء دونباس.
أجرى مركز بيو للأبحاث استبيانًا مكثفًا، وأصدر نتائجه في 8 مايو، استُطلعت فيه آراء الناس في أوكرانيا والقرم بخصوص موضوع الاضطرابات. أُجري الاستبيان بعد ضم القرم، لكنه سبق الاشتباكات في أوديسا، والتي وقعت في 2 مايو. قال 93% من الغربيين و70% من الشرقيين الذين شملهم الاستبيان أنهم يرغبون ببقاء أوكرانيا موحدة.
1. ↑  Kofman، Michael؛ Migacheva، Katya؛ Nichiporuk، Brian؛ Radin، Andrew؛ Tkacheva، Olesya؛ Oberholtzer، Jenny (2017). Lessons from Russia's Operations in Crimea and Eastern Ukraine (PDF) (Report). Santa Monica: RAND Corporation. ص. 33–34. مؤرشف من الأصل (PDF) في 2022-02-17.
2. ↑  Mitrokhin، Nikolay (2015). "Infiltration, Instruction, Invasion: Russia's War in the Donbass" (PDF). Journal of Soviet and Post-Soviet Politics and Society. ج. 1 ع. 1: 220–221. مؤرشف من الأصل (PDF) في 2021-06-11.
3. ↑  Wilson، Andrew (20 أبريل 2016). "The Donbas in 2014: Explaining Civil Conflict Perhaps, but not Civil War". Europe-Asia Studies. ج. 68 ع. 4: 631–652. DOI:10.1080/09668136.2016.1176994. ISSN:0966-8136. S2CID:148334453. مؤرشف من الأصل في 2022-05-06.
4. ↑  Pomerantsev، Peter (7 أغسطس 2019). "The Counteroffensive Against Conspiracy Theories Has Begun". مؤرشف من الأصل في 2021-10-05. اطلع عليه بتاريخ 2020-06-26.
5. ↑  "Remembering Ukraine's Revolution of Dignity". openDemocracy. مؤرشف من الأصل في 2022-03-17. اطلع عليه بتاريخ 2020-06-26.
6. ↑  Kuzio، Taras (2017). Putin's war against Ukraine : revolution, nationalism, and crime. North Charleston, South Carolina: CreateSpace Independent Publishing Platform. ص. 90. ISBN:978-1-5432-8586-4. OCLC:982267595. مؤرشف من الأصل في 2022-04-04.{{استشهاد بكتاب}}:  صيانة الاستشهاد: التاريخ والسنة (link)
7. ↑  Kofman، Michael؛ Migacheva، Katya؛ Nichiporuk، Brian؛ Radin، Andrew؛ Tkacheva، Olesya؛ Oberholtzer، Jenny (2017). Lessons from Russia's Operations in Crimea and Eastern Ukraine (PDF) (Report). Santa Monica: RAND Corporation. ص. 39. مؤرشف من الأصل (PDF) في 2022-02-17.
8. ↑  D'Anieri، Paul J. (2019). Ukraine and Russia : from civilized divorce to uncivil war. Cambridge, United Kingdom: Cambridge University Press. ص. 234. ISBN:978-1-108-48609-5. OCLC:1097455586. مؤرشف من الأصل في 2022-01-09.{{استشهاد بكتاب}}:  صيانة الاستشهاد: التاريخ والسنة (link)
9. ↑  "اشتباكات بين متظاهرين أوكرانيين في مدينة شرقية ومقتل شخص". القدس. 14 مارس 2014. مؤرشف من الأصل في 2014-05-18. اطلع عليه بتاريخ 2014-05-18.
10. ↑  "SBU detains Russian provocateur believed to have planned raid on parliament, cabinet buildings". Kyiv Post. 31 مارس 2014. مؤرشف من الأصل في 2015-10-04. اطلع عليه بتاريخ 2014-04-10.
11. ↑  "Vladimir Putin in TV denial that Russian special forces are in eastern Ukraine". The Daily Telegraph. 17 أبريل 2014. مؤرشف من الأصل في 2014-04-17. اطلع عليه بتاريخ 2014-04-17.
12. ↑  "HOW RELATIONS BETWEEN UKRAINE AND RUSSIA SHOULD LOOK LIKE? PUBLIC OPINION POLL RESULTS". Kyiv International Institute of Sociology. 4 مارس 2014. مؤرشف من الأصل في 2022-02-27. اطلع عليه بتاريخ 2014-04-10.
13. ↑  "News - the views and opinions of South-Eastern regions residents of Ukraine: April 2014". مؤرشف من الأصل في 2022-02-28.
14. 1 2  "IRI Public Opinion Survey of Ukraine (14–26 March 2014)" (PDF). International Republican Institute. 5 أبريل 2014. مؤرشف من الأصل (PDF) في 2022-01-27. اطلع عليه بتاريخ 2014-04-10.
15. ↑  Babiak، Mat (19 أبريل 2014). "Southeast Statistics". Kyiv International Institute of Sociology; Ukrainian Policy. Kyiv. مؤرشف من الأصل في 2020-11-12. اطلع عليه بتاريخ 2014-04-20.
16. ↑  "Total of 77 percent of citizens in Donetsk condemn administrative buildings takeover". Kyiv Post. 10 أبريل 2014. مؤرشف من الأصل في 2015-09-25. اطلع عليه بتاريخ 2014-04-10.
17. ↑  "Despite Concerns about Governance, Ukrainians Want to Remain One Country" (PDF) (Press release). Pew Research Centre. 8 مايو 2014. مؤرشف من الأصل (PDF) في 2014-05-09. اطلع عليه بتاريخ 2014-05-08.